# هولیشکس

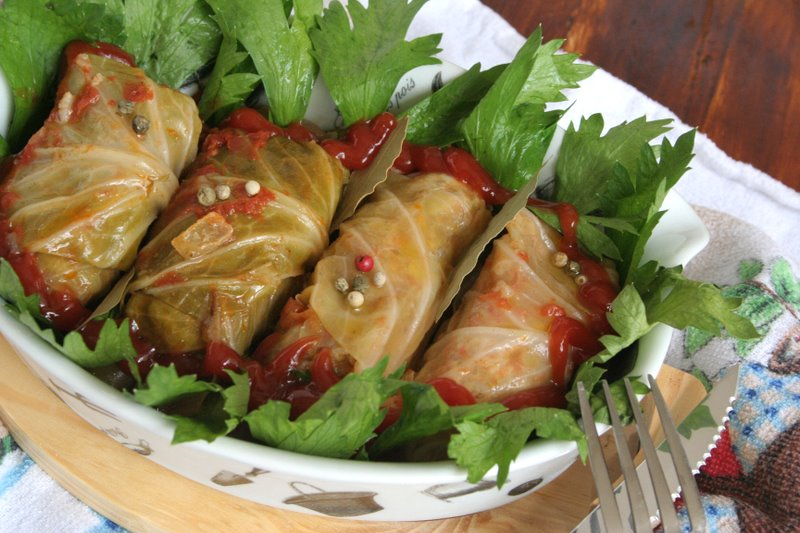

هولیشکس (انگلیسی: Holishkes) نوعی دلمه کلم پیچ در آشپزی یهودی است و به طرق مختلف، تهیه می‌شود. یکی از این روش‌ها، پر کردن کلم با گوشت گاو می‌باشد که همراه با سس شیرین و ترش، مصرف می‌شود.